# Pfarrkirche Steeg

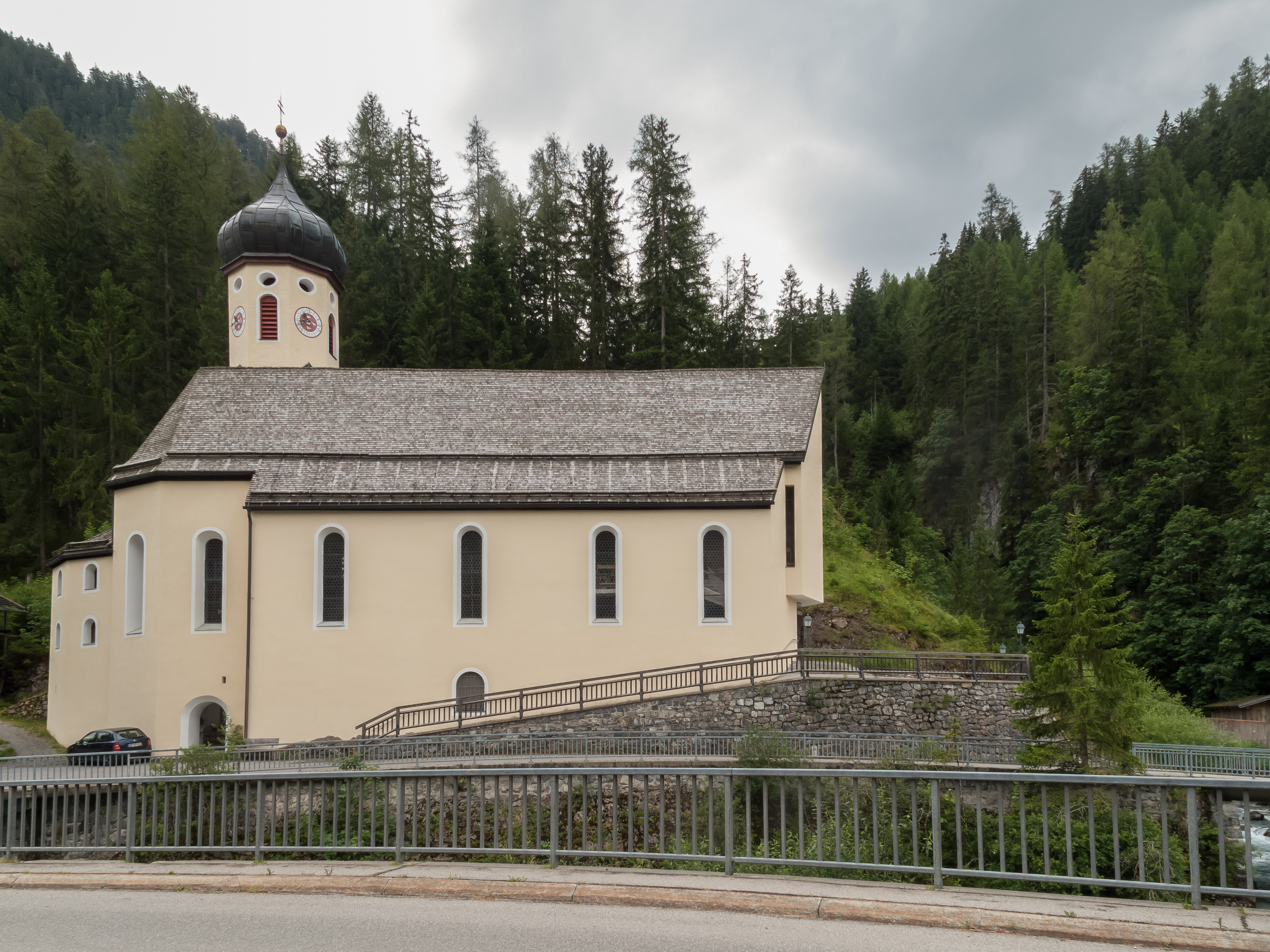
Katholische Pfarrkirche hl. Oswald in Steeg

Die römisch-katholische Pfarrkirche Steeg steht in der Gemeinde Steeg im Bezirk Reutte im Bundesland Tirol. Die dem heiligen Oswald geweihte Pfarrkirche gehört zum Dekanat Breitenwang in der Diözese Innsbruck. Die Kirche mit der Kriegergedächtniskapelle stehen unter Denkmalschutz (Listeneintrag).

## Geschichte
Die Kirche in Steeg war ab 1401 eine Filiale der Pfarrkirche Holzgau. 1570 wurde urkundlich eine Kapelle genannt, welche 1687 vergrößert wurde. 1712/1714 erfolgte ein Neubau und 1886/1787 ein abermaliger Neubau, welcher 1811 geweiht wurde. 1969 wurde bei einer Gesamtrestaurierung das Langhaus erweitert.

## Architektur
Der einfache spätbarocke Kirchenbau steht südlich der Lechbrücke am südlichen Ende des Straßendorfes Steeg. Das Langhaus und der eingezogene Chor mit Rundbogenfenstern haben ein gemeinsames Satteldach. Der zweigeschoßige Sakristeianbau östlich am Chor zeigt zwei Reihen mit Rundbogenfenstern. Der Südturm im Chorwinkel zum Langhaus hat ein achtseitiges Obergeschoß mit vier Rundbogenfenstern und acht Kreis- und Ovalschallöffnungen und trägt einen Zwiebelhelm. Im Unterbau des Chores besteht eine Kapellennische. Das Portal zeigt ein Relief Abendmahl vom Bildhauer Jos Pirkner (1972).

## Ausstattung
Der Hochaltar aus Oetz hat einen Aufbau um 1700 mit Dekorergänzungen im Rokoko.